# Javaanse eksterspreeuw
De Javaanse eksterspreeuw (Gracupica jalla) is een vogel uit de familie van de spreeuwachtigen (Sturnidae) uit de orde van de zangvogels (Passeriformes). De vogel werd in 1821 door Thomas Horsfield als soort met de naam Pastor Jalla beschreven. Daarna werd het lang als een ondersoort van de Indiase eksterspreeuw beschouwd. Het is (opnieuw) een aparte soort op de IOC World Bird List.

## Kenmerken
De Javaanse eksterspreeuw is gemiddeld 22 cm lang en lijkt sterk op de Indiase eksterspreeuw met hun afwisselend zwarte en witte verenkleed. Deze soort heeft een opvallend veel rond-oranje naakte huid bij het oog.

## Verspreiding en leefgebied
Vroeger kwam de soort voor in het zuiden van Sumatra, door heel Java en op Bali.  De spreeuw was wijdverspreid op Java
(168 locaties) en Bali (13 locaties) en werd beschreven als een van de meest voorkomende vogels van open landschap. De soort had tot in de jaren 1990 een hoge tolerantie voor habitatverstoring, vooral in landbouwgebieden. Er waren in de periode slaapplaatsen, tot in de grote steden, waar grote aantallen overnachtten.

## Status
Eind jaren 1990 en aan het begin van de 21ste eeuw zette een enorme daling in aantallen in. De handel in kooivogels en het gebruik van landbouwgif worden als voornaamste oorzaak van de achteruitgang beschouwd. Er wordt sinds 2020 getracht door middel van kweekprogramma's en herintroductie deze soort te beschermen. Hij staat als ernstig bedreigd op de Rode Lijst van de IUCN